# Mission-G
Pour les articles homonymes, voir G-Force (homonymie).
Pour plus de détails, voir Fiche technique et Distribution.
Mission-G ou Opération G-Force au Québec (G-Force) est un film américain réalisé par Hoyt Yeatman et sorti en 2009.

## Synopsis
Une équipe d'agents secrets sauve le monde dans le plus grand anonymat. Son nom ? Mission G. Cependant, cette équipe d'élite est constituée, non pas d'humains mais de cochons d'Inde spécialement entraînés à être de super espions. Un jour, alors que nos héros ont découvert un complot à l'échelle planétaire, des agents de l'État dissolvent leur groupe et les envoient dans une animalerie. Une course contre la montre est engagée pour nos rongeurs, bien décidés à reformer l'équipe et à sauver le monde.

## Fiche technique
- Titre : Mission-G
- Titre original : G-Force
- Réalisation : Hoyt Yeatman
- Scénario : Ted Elliott, Terry Rossio, Tim Firth, Marianne Wibberley, Cormac Wibberley, Hoyt Yeatman
- Directeur artistique : Daniel Jennings
- Musique : Harry Gregson-Williams, Trevor Rabin
- Producteurs : Jerry Bruckheimer, Todd Arnow
- Distribution : Walt Disney Studios Distribution
- Genre : Film d'animation, comédie d'espionnage
- Langue : anglais
- Pays : États-Unis
- Date de sortie : 14 octobre 2009 en  France

## Distribution
- Sam Rockwell (VF : Patrick Poivey[1], VQ : Daniel Picard) : Darwin (Voix)
- Jon Favreau (VF : Jacques Bouanich[1], VQ : Tristan Harvey) : Hurley (voix)
- Penélope Cruz (VF : Céline Monsarrat[1], VQ : Catherine Proulx-Lemay) : Juarez (voix)
- Tracy Morgan (VF : Med Hondo[1], VQ : Thiéry Dubé) : Blaster (Voix)
- Nicolas Cage (VF : Dominique Collignon-Maurin[1], VQ : Sébastien Dhavernas[2]) : Speckles (voix)
- Bill Nighy (VF : Georges Claisse[1], VQ : Denis Mercier) : Leonard Saber
- Will Arnett (VF : Serge Biavan[1], VQ : Patrice Dubois) : Kip Killian
- Zach Galifianakis (VF : Xavier Fagnon[1], VQ : Louis-Philippe Dandenault) : Ben
- Kelli Garner (VF : Elisabeth Ventura[1], VQ : Mélanie Laberge) : Marcie
- Tyler Patrick Jones (VF : Pierre Casanova[1], VQ : Nicolas Bacon) : Connor
- Piper Mackenzie Harris (VF : Clara Quilichini[1]) : Penny
- Gabriel Casseus (VF : Luc Bernard[1], VQ : Gilbert Lachance) : agent Carter
- Jack Conley (VF : Diouc Koma[1], (VQ : Jean-Luc Montminy) : agent Trigstad
- Niecy Nash (VF : Maïk Darah[1], VQ : Julie Burroughs) : Rosalita
- Justin Mentell (VF : Emmanuel Garijo, VQ : Éric Bruneau) : Terrell
- Loudon Wainwright (VF : Michel Paulin[1]) : Grand-père Goodman
- Chris Ellis (VF : Michel Mella[1], VQ : Guy Nadon) : Directeur du FBI
- Travis Davis, James Huang, Corey Eubanks, Steve Kelso, Eddie Yansick et Troy Robinson : Agents
- Mini Anden : Assistante de Saber
- Cameron Engels : Skateboarder
- Michael Papajohn : Technicien du FBI
- Algerita Lewis : Policière
- Bob Sherer : Exterminateur
- Jennifer England : Serveuse
- Jason Hellmann : Artificier
- Nicholas L. Teta : Agent du SWAT
- Steve Buscemi (VF : Didier Becchetti[1], VQ : François Sasseville) : Bucky (voix)
- Hoyt Yeatman IV et Max Favreau : Mice (voix)
- Dee Bradley Baker : Mooch (voix)
- Roxana Ortega : Voix additionnelle

## Autour du film
- C'est le premier long métrage réalisé par Hoyt Yeatman.
- C'est le fils de Hoyt Yeatman qui est à l'origine du film, il est âgé de 5 ans.
- Au Japon, le film a une chanson thème différente "Dake ! G-Force" de Murasaki SHIKIBU[3].